# ألفين درو
ألفين درو (بالإنجليزية: Alvin Drew) (و. 1962 – م) هو ضابط، ورائد فضاء من الولايات المتحدة الأمريكية . ولد في واشنطن العاصمة .

## معرض صور

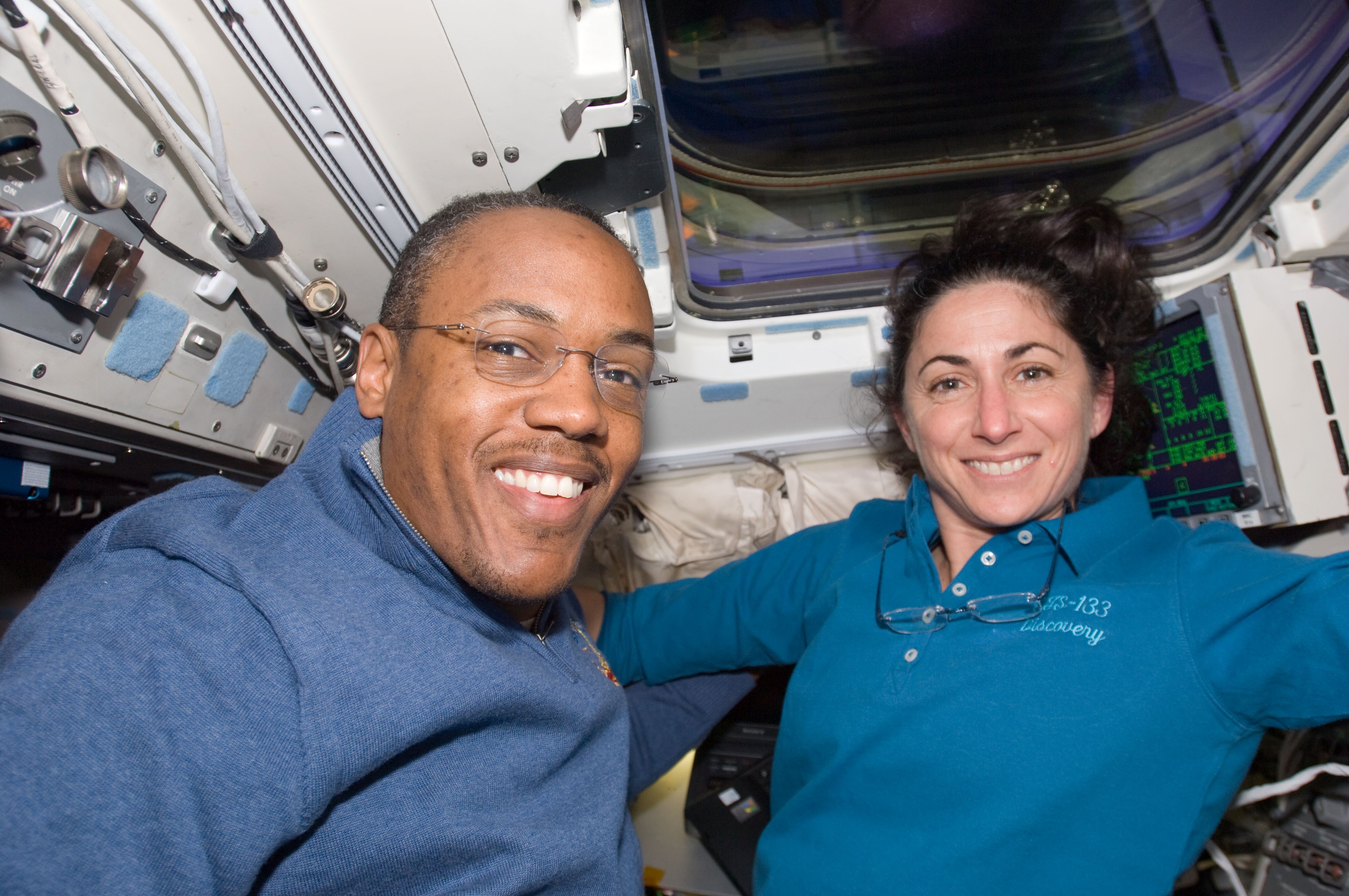
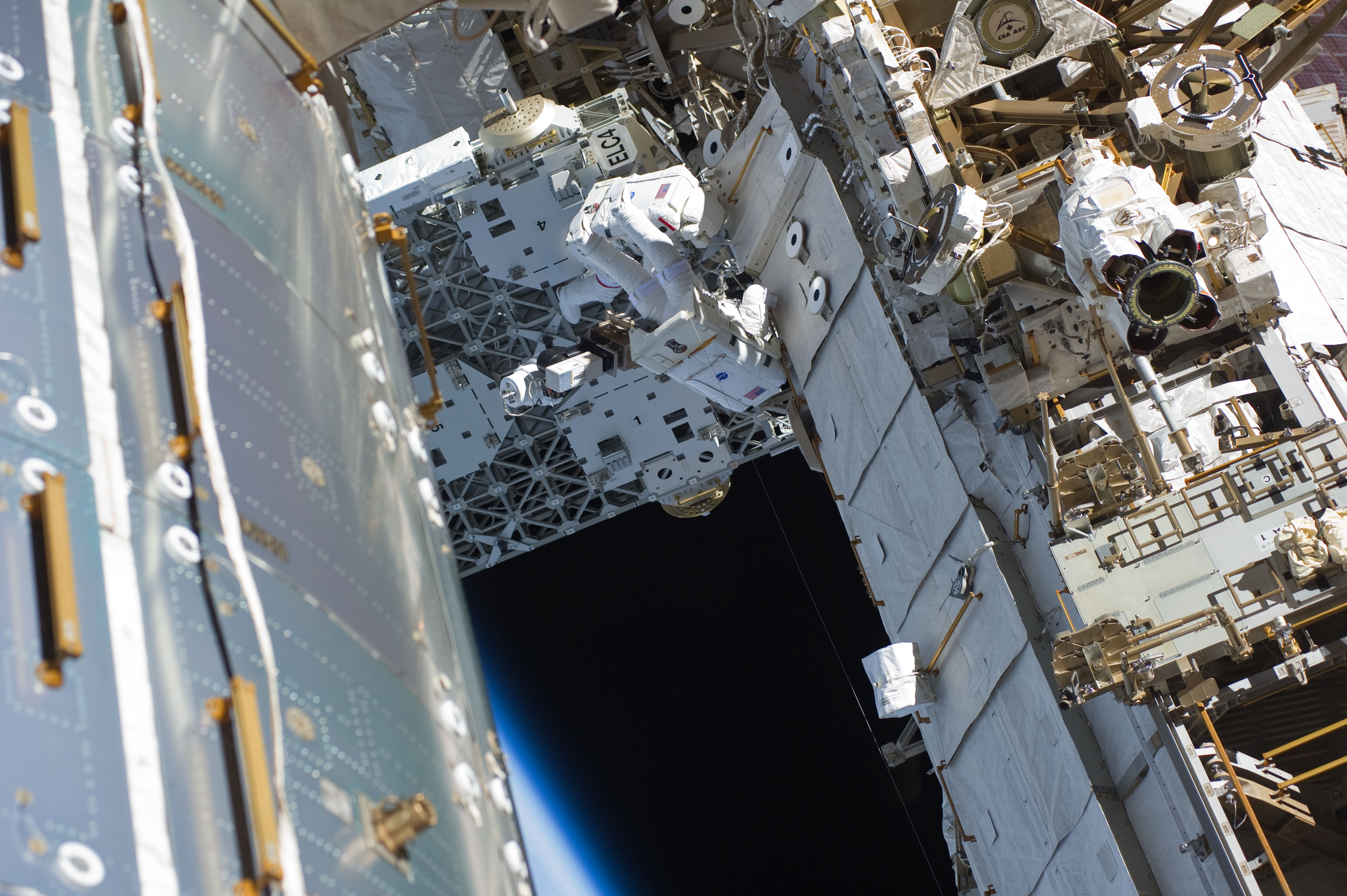
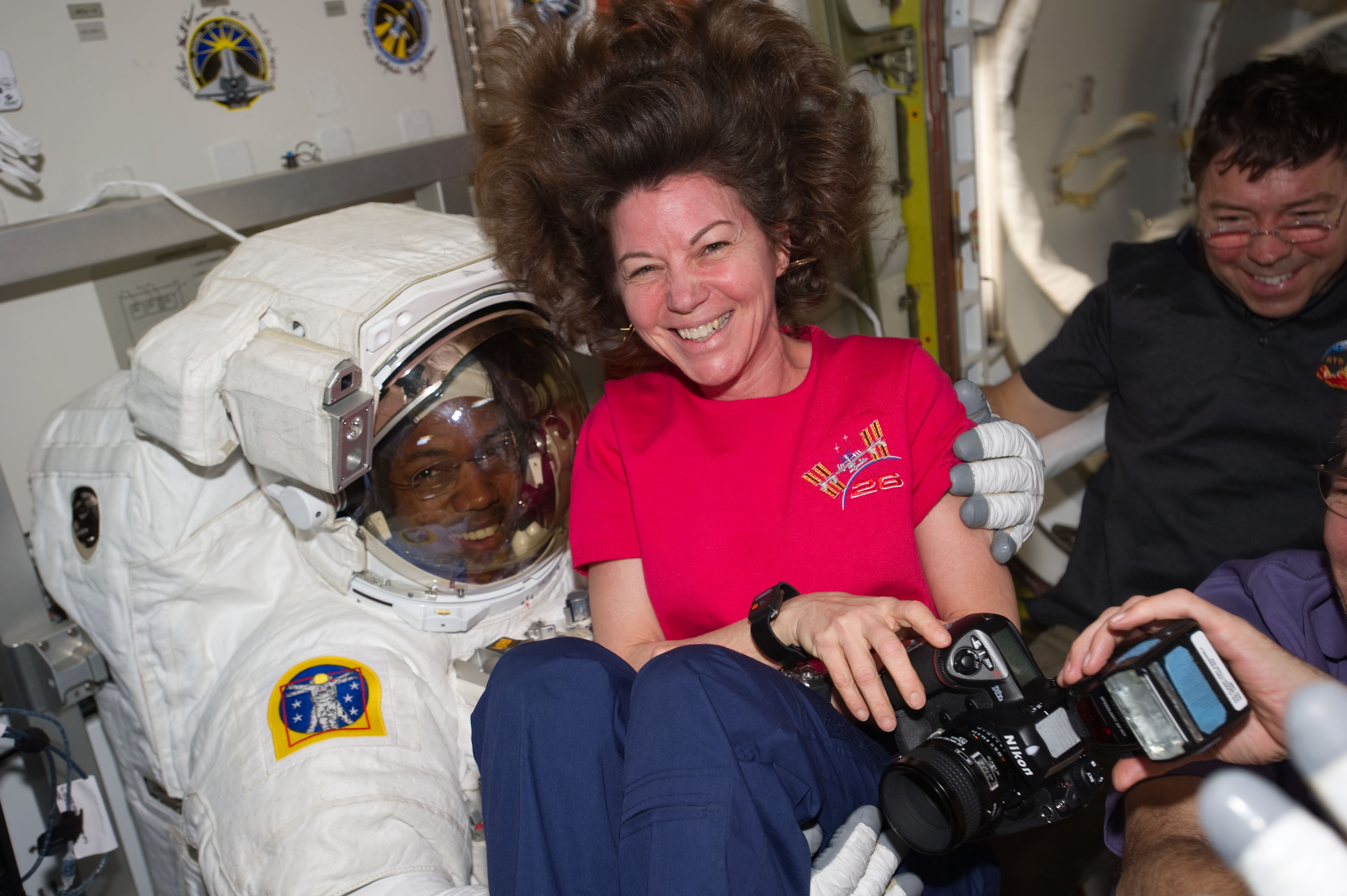
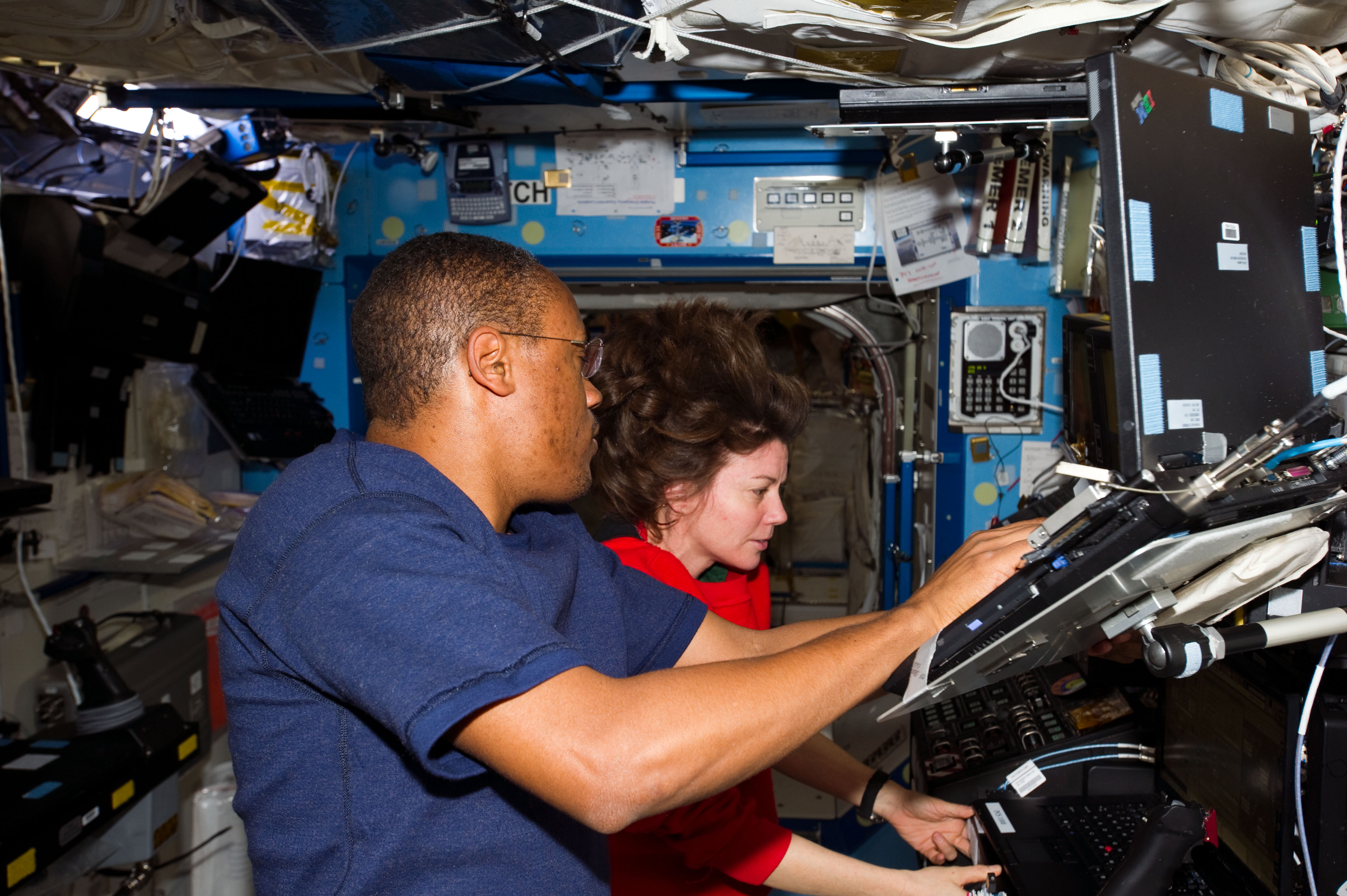
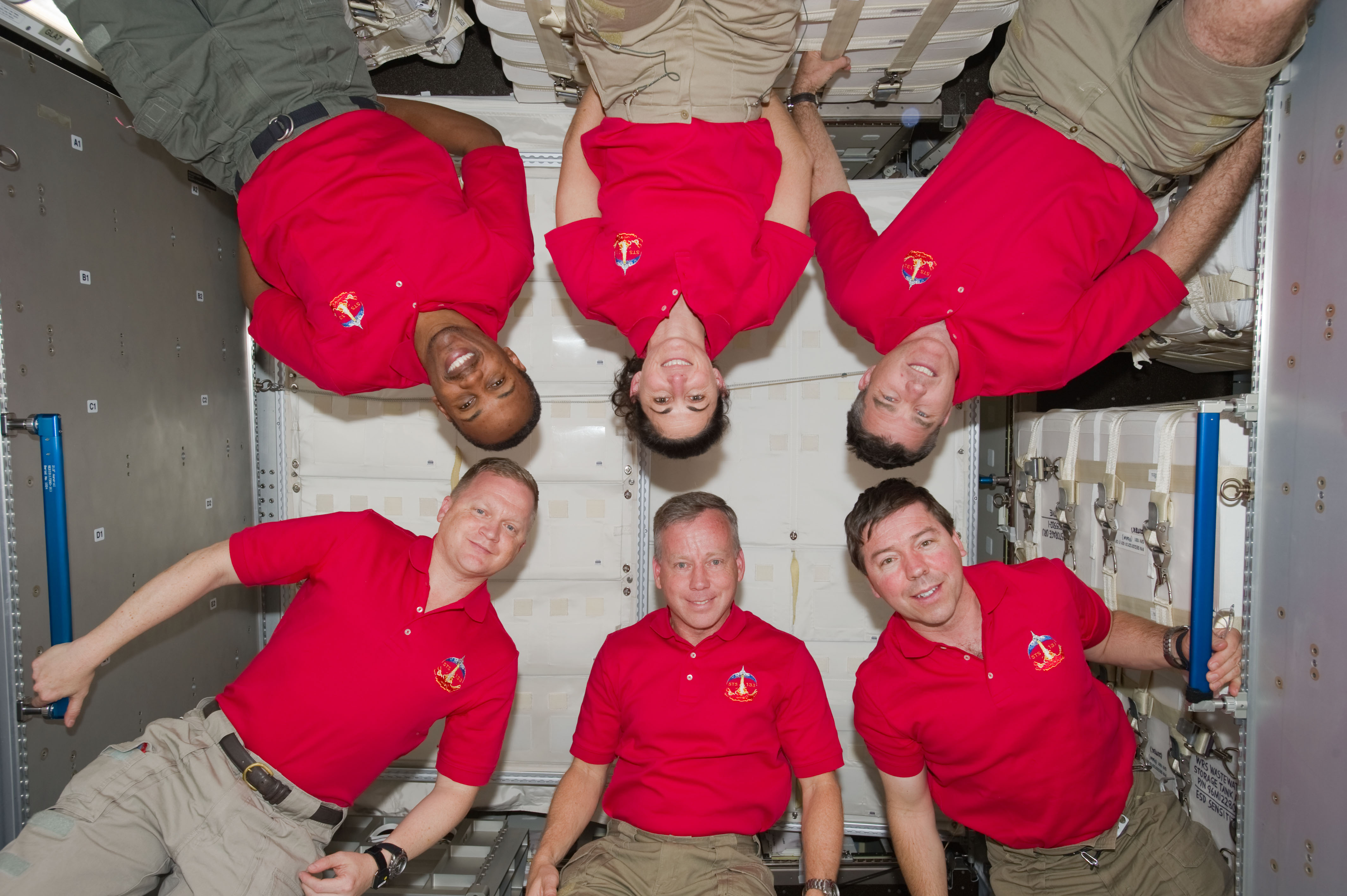
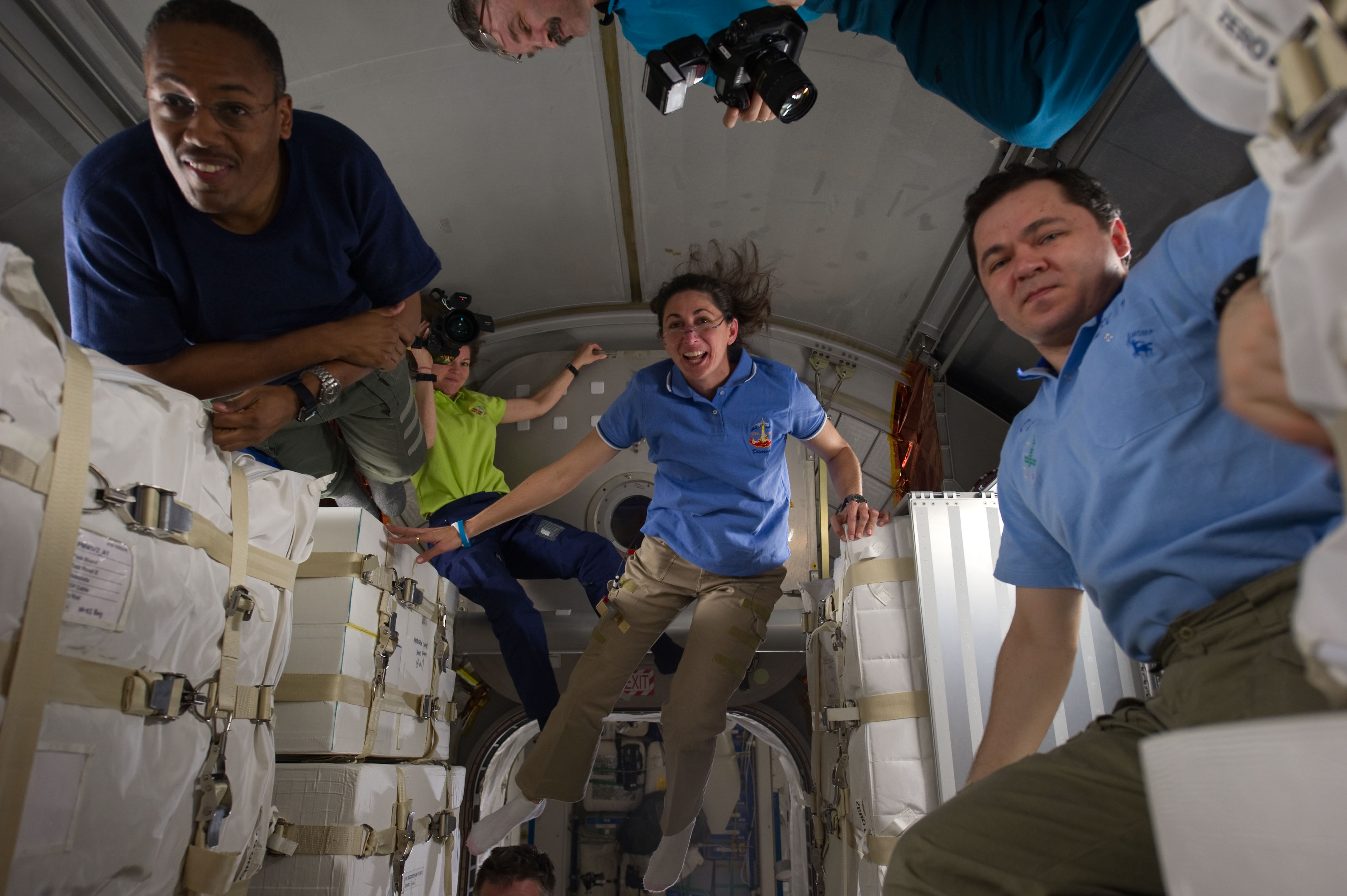

## ريادة الفضاء
شارك في المهمات الفضائية:
- STS-133
- STS-118.

## التعليم
تعلم في أكاديمية سلاح الجو الأمريكي

## الخدمة العسكرية
خدم في القوات الجوية الأمريكية.

## جوائز
حصل على جوائز منها:
- وسام الجو.